# Alessandria Unione Sportiva 1974-1975
Questa voce raccoglie i dati riguardanti l'Alessandria Unione Sportiva nelle competizioni ufficiali della stagione 1974-1975.

## Stagione
Nella stagione 1974-1975 l'Alessandria Unione Sportiva disputò il ventunesimo campionato di Serie B della sua storia.

## Divise
| 1ª divisa | 2ª divisa |

## Organigramma societario
Area direttiva
- Presidente: Nicola Boidi
- Segretario: Santino Ciceri

Area tecnica
- Allenatori: Sergio Castelletti, poi dal 1º aprile Anselmo Giorcelli
- Allenatore in 2ª: Mario Pietruzzi

## Rosa
| N. |                   | Ruolo | Calciatore             |
| -- | ----------------- | ----- | ---------------------- |
|    | Italia (bandiera) | P     | Flavio Pozzani         |
|    | Italia (bandiera) | P     | Claudio Croci          |
|    | Italia (bandiera) | D     | Valeriano Barbiero     |
|    | Italia (bandiera) | D     | Marcello Di Brino      |
|    | Italia (bandiera) | D     | Attilio Maldera (II)   |
|    | Italia (bandiera) | D     | Giuseppe Unere         |
|    | Italia (bandiera) | C     | Antonio Colombo        |
|    | Italia (bandiera) | C     | Giampiero Dalle Vedove |
|    | Italia (bandiera) | C     | Arrigo Dolso           |
|    | Italia (bandiera) | C     | Giovanni Faedda        |

| N. |                   | Ruolo | Calciatore          |
| -- | ----------------- | ----- | ------------------- |
|    | Italia (bandiera) | C     | Adriano Gobetti     |
|    | Italia (bandiera) | C     | Luigi Manueli       |
|    | Italia (bandiera) | C     | Bruno Mazzia        |
|    | Italia (bandiera) | C     | Edoardo Reja        |
|    | Italia (bandiera) | C     | Giancarlo Snidaro   |
|    | Italia (bandiera) | C     | Elio Vanara         |
|    | Italia (bandiera) | C     | Angelo Volpato      |
|    | Italia (bandiera) | A     | Pietro Baisi        |
|    | Italia (bandiera) | A     | Giancarlo Baretta   |
|    | Italia (bandiera) | A     | Paolo Franceschelli |

## Risultati

### Serie B

#### Girone di andata
| Arbitro: | Schena (Foggia) |

|  |           |             |
|  | Marcatori | 14’ Manueli |

| Alessandria 6 ottobre 1974 2ª giornata | Alessandria     | 0 – 0 referto | Perugia | Stadio Giuseppe Moccagatta\| Arbitro: \| Mascia (Milano) \| |
| Arbitro:                               | Mascia (Milano) |               |         |                                                             |

| Arbitro: | Falasca (Chieti) |

|               |           |  |
| Marchetti 84’ | Marcatori |  |

| Arbitro: | Mascali (Desenzano del Garda) |

|           |           |             |
| Baisi 50’ | Marcatori | 30’ Palanca |

| Arbitro: | Ciulli (Roma) |

|           |           |                  |
| Villa 73’ | Marcatori | 90’ Dalle Vedove |

| Alessandria 3 novembre 1974 6ª giornata | Alessandria    | 0 – 0 referto | Parma | Stadio Giuseppe Moccagatta\| Arbitro: \| Frasso (Capua) \| |
| Arbitro:                                | Frasso (Capua) |               |       |                                                            |

| Arbitro: | Gialluisi (Barletta) |

|  |           |                  |
|  | Marcatori | 42’ Dalle Vedove |

| Arbitro: | Levrero (Genova) |

|                 |           |                        |
| Dalle Vedove 5’ | Marcatori | 30’ Veschetti 75’ Ghio |

| Arbitro: | Menegali (Roma) |

|               |           |                        |
| Romanzini 62’ | Marcatori | 48’, 90’ Franceschelli |

| Arbitro: | Foschi (Forlì) |

|  |           |                          |
|  | Marcatori | 36’ Jacolino 52’ Michesi |

| Arbitro: | Vannucchi (Bologna) |

|           |           |            |
| Rizzo 71’ | Marcatori | 64’ Mazzia |

| Arbitro: | Busalacchi (Palermo) |

|           |           |  |
| Zigoni 7’ | Marcatori |  |

| Arbitro: | Tonolini (Milano) |

|                            |           |           |
| Snidaro 7’ Mazzia 25’, 84’ | Marcatori | 5’ Marino |

| Arbitro: | Turiano (Reggio Calabria) |

|                       |           |  |
| Ferrari 2’ Ronchi 48’ | Marcatori |  |

| Alessandria 12 gennaio 1975 15ª giornata | Alessandria       | 0 – 0 referto | Reggiana | Stadio Giuseppe Moccagatta\| Arbitro: \| Mattei (Macerata) \| |
| Arbitro:                                 | Mattei (Macerata) |               |          |                                                               |

| Alessandria 19 gennaio 1975 16ª giornata | Alessandria     | 0 – 0 referto | Palermo | Stadio Giuseppe Moccagatta\| Arbitro: \| Artico (Padova) \| |
| Arbitro:                                 | Artico (Padova) |               |         |                                                             |

| Pescara 26 gennaio 1975 17ª giornata | Pescara                     | 0 – 0 referto | Alessandria | Stadio Adriatico\| Arbitro: \| Moretto (San Donà di Piave) \| |
| Arbitro:                             | Moretto (San Donà di Piave) |               |             |                                                               |

| Arbitro: | Zanchetta (Treviso) |

|                  |           |  |
| Doldi 28’ (aut.) | Marcatori |  |

| Arbitro: | Lapi (Firenze) |

|                  |           |  |
| Berta 80’ (rig.) | Marcatori |  |

#### Girone di ritorno
| Arbitro: | Gialluisi (Barletta) |

|                                     |           |                                   |
| Manueli 30’ (rig.) Dalle Vedove 42’ | Marcatori | 10’, 66’ Cappellini 82’ Scanziani |

| Arbitro: | Terpin (Trieste) |

|             |           |  |
| Picella 86’ | Marcatori |  |

| Arbitro: | G. Panzino (Catanzaro) |

|                    |           |                |
| Manueli 37’ (rig.) | Marcatori | 83’ Vernacchia |

| Arbitro: | Lo Bello (Siracusa) |

|                                      |           |                               |
| Spelta 30’, 82’ (rig.) Maldera I 36’ | Marcatori | 28’ Mazzia 49’ (rig.) Manueli |

| Arbitro: | Lazzaroni (Milano) |

|              |           |           |
| Di Brino 81’ | Marcatori | 9’ Pienti |

| Parma 23 marzo 1975 25ª giornata | Parma                | 0 – 0 referto | Alessandria | Stadio Ennio Tardini\| Arbitro: \| Busalacchi (Palermo) \| |
| Arbitro:                         | Busalacchi (Palermo) |               |             |                                                            |

| Arbitro: | Moretto (San Donà di Piave) |

|                    |           |                       |
| Manueli 51’ (rig.) | Marcatori | 31’ Paina 68’ Manfrin |

| Arbitro: | Mascali (Desenzano del Garda) |

|            |           |            |
| Vivian 21’ | Marcatori | 76’ Mazzia |

| Arbitro: | Casarin (Milano) |

|                                          |           |  |
| Mazzia 23’ Di Brino 41’ Dalle Vedove 67’ | Marcatori |  |

| Arbitro: | Bergamo (Livorno) |

|              |           |             |
| Bertuzzo 47’ | Marcatori | 66’ Manueli |

| Alessandria 27 aprile 1975 30ª giornata | Alessandria      | 0 – 0 referto | Verona | Stadio Giuseppe Moccagatta\| Arbitro: \| Levrero (Genova) \| |
| Arbitro:                                | Levrero (Genova) |               |        |                                                              |

| Arbitro: | Lenardon (Siena) |

|           |           |  |
| Baisi 24’ | Marcatori |  |

| Arbitro: | Serafino (Roma) |

|                      |           |                  |
| Marmo 64’ Marino 66’ | Marcatori | 30’ Dalle Vedove |

| Arbitro: | Andreoli (Padova) |

|                    |           |  |
| Manueli 72’ (rig.) | Marcatori |  |

| Arbitro: | Ciacci (Firenze) |

|                            |           |  |
| Beccati 8’ Passalacqua 85’ | Marcatori |  |

| Arbitro: | Gussoni (Tradate) |

|                        |           |             |
| Barbana 47’ Braida 49’ | Marcatori | 11’ Manueli |

| Arbitro: | Agnolin (Bassano del Grappa) |

|                      |           |                           |
| Mazzia 10’ Unere 57’ | Marcatori | 19’ Marchesi 27’ Santucci |

| Arbitro: | Mascali (Desenzano del Garda) |

|                                          |           |                                        |
| Cimenti 29’ Lorenzetti 54’ Bresciani 80’ | Marcatori | 20’ Baisi 63’ Dalle Vedove 89’ Colombo |

| Arbitro: | Menegali (Roma) |

|                                    |           |  |
| Dalle Vedove 32’ Daleno 71’ (aut.) | Marcatori |  |

#### Spareggio
| Arbitro: | Menicucci (Firenze) |

|                                 |           |                  |
| Francesconi 33’ Passalacqua 83’ | Marcatori | 40’ Dalle Vedove |

### Coppa Italia

#### Girone eliminatorio
| Arbitro: | Celli (Trieste) |

|                               |           |  |
| Volpato 2’ Manueli 56’ (rig.) | Marcatori |  |

| Arbitro: | Falasca (Chieti) |

|                                  |           |  |
| Majo 30’ Pepe 66’ Barlassina 88’ | Marcatori |  |

| Arbitro: | Gussoni (Tradate) |

|  |           |                  |
|  | Marcatori | 14’ Speggiorin I |

| Arbitro: | Trinchieri (Reggio Emilia) |

|                                          |           |  |
| Petrini 33’, 73’, 76’, 82’ Garritano 39’ | Marcatori |  |

## Statistiche

### Statistiche di squadra
| Competizione | Punti | In casa | In casa | In casa | In casa | In casa | In casa | In trasferta | In trasferta | In trasferta | In trasferta | In trasferta | In trasferta | Totale | Totale | Totale | Totale | Totale | Totale | DR  |
| Competizione | Punti | G       | V       | N       | P       | Gf      | Gs      | G            | V            | N            | P            | Gf           | Gs           | G      | V      | N      | P      | Gf     | Gs     | DR  |
| ------------ | ----- | ------- | ------- | ------- | ------- | ------- | ------- | ------------ | ------------ | ------------ | ------------ | ------------ | ------------ | ------ | ------ | ------ | ------ | ------ | ------ | --- |
| Serie B      | 34    | 19      | 6       | 9       | 4       | 20      | 15      | 19           | 3            | 7            | 9            | 15           | 23           | 38     | 9      | 16     | 13     | 35     | 38     | -3  |
| Coppa Italia |       | 2       | 1       | 0       | 1       | 2       | 1       | 2            | 0            | 0            | 2            | 0            | 8            | 4      | 1      | 0      | 3      | 2      | 9      | -7  |
| Spareggio    |       | -       | -       | -       | -       | -       | -       | -            | -            | -            | -            | -            | -            | 1      | 0      | 0      | 1      | 1      | 2      | -1  |
| Totale       | -     | 21      | 7       | 9       | 5       | 22      | 16      | 21           | 3            | 7            | 11           | 15           | 31           | 43     | 10     | 16     | 17     | 38     | 49     | -11 |

### Statistiche dei giocatori
| Giocatore        | Serie B  | Serie B | Coppa Italia | Coppa Italia | Spareggio | Spareggio | Totale   | Totale |
| Giocatore        | Presenze | Reti    | Presenze     | Reti         | Presenze  | Reti      | Presenze | Reti   |
| ---------------- | -------- | ------- | ------------ | ------------ | --------- | --------- | -------- | ------ |
| P. Baisi         | 14       | 3       | 4            | 0            | 1         | 0         | 19       | 3      |
| V. Barbiero      | 33       | 0       | 4            | 0            | 1         | 0         | 38       | 0      |
| G. Baretta       | 4        | 0       | -            | -            | 1         | 0         | 5        | 0      |
| C. Croci         | 3        | -3      | -            | -            | -         | -         | 3        | -3     |
| A. Colombo       | 35       | 1       | 4            | 0            | -         | -         | 39       | 1      |
| G. Dalle Vedove  | 36       | 8       | 2            | 0            | 1         | 1         | 39       | 9      |
| A. Dolso         | 32       | 0       | 4            | 0            | -         | -         | 36       | 0      |
| M. Di Brino      | 38       | 2       | 4            | 0            | -         | -         | 42       | 2      |
| G. Faedda        | 3        | 0       | 2            | 0            | -         | -         | 5        | 0      |
| P. Franceschelli | 23       | 2       | 4            | 0            | -         | -         | 27       | 2      |
| A. Maldera (II)  | 35       | 0       | 4            | 0            | 1         | 0         | 40       | 0      |
| L. Manueli       | 36       | 8       | 4            | 1            | 1         | 0         | 41       | 9      |
| B. Mazzia        | 28       | 7       | 2            | 0            | 1         | 0         | 31       | 7      |
| F. Pozzani       | 35       | -35     | 4            | -9           | 1         | -2        | 40       | -46    |
| E. Reja          | 15       | 0       | -            | -            | 1         | 0         | 16       | 0      |
| G. Snidaro       | 3        | 1       | -            | -            | -         | -         | 3        | 1      |
| E. Vanara        | 35       | 0       | 4            | 0            | 1         | 0         | 40       | 0      |
| A. Volpato       | 33       | 0       | 3            | 1            | 1         | 0         | 37       | 1      |
| G. Unere         | 13       | 1       | 2            | 0            | 1         | 0         | 16       | 1      |